# Dodge
A Dodge egy amerikai autógyár, jelenleg a Stellantis konszern tagja. Személyautókat, illetve könnyű és nehéz SUV-kat gyárt.

## Története
1901-ben John Francis Dodge és fivére, Horace Elgin Dodge átköltöztette a Dodge Brothers Bicycle & Machine Factory kerékpárgyárat a michigani Detroitba, az amerikai autóipar későbbi fővárosába. A fivérek csapágyaira nagy szüksége volt a gyerekcipőben járó autóiparnak, és a Dodge-testvérek egy pár korai Oldsmobile alkatrészének tervezésében is részt vett.
1902-ben a Dodge Brotherst felkereste Henry Ford, aki egy saját autógyár megalapításához keresett finanszírozási segítséget. A Dodge-fivérek segédletével Ford megalapította a Ford Motor Company-t, és a Dodge Brothers alkatrészeket gyártott a Fordnak.
1914-ben a fivérek megalapították a saját autógyárukat, amelynek a Dodge Brothers Motor Vehicle Company nevet adták. Az első ötven autószalont több száz jelentkezőből választották ki – ezek némelyike a mai napig is Dodge-kereskedésként működik. 1917-ben a Dodge Brothers az amerikai hadsereg számára kezdett teherautókat építeni, mely tevékenységet az első világháború után is folytatták, immáron civil megrendelők számára.
1925-ben a Dodge Brothers Company-t 148 millió dollárért felvásárolta a Dillon, Read & Company amerikai befektetési bank. A vételár az addigi legmagasabb készpénzes tranzakció volt. A Dillon Read 1928. július 31-én a Dodge-ot eladta a Chrysler Corporation-nak.
A Chrysler az 1960-as évek végén felvásárolta a brit Rootes Group-ot, a francia Simcát és a spanyol Barreirost és így létrehozta a Chrysler Europe-ot. A Dodge márkát a Rootes Group Commer és Karrier márkájú könnyű teherautóin kezdték el használni, valamint a Simca 1100 furgon és pickup változatain és a spanyol gyártmányú nehéz teherautókon. Leggyakrabban a Dodge 50-es sorozatát (később Renault 50-es sorozat) használták, katonai és civil célokra, bár ezek csak nagy ritkán jutottak ki az Egyesült Királyságból. A spanyol építésű nehezebb 300-as sorozat darabjait 4x2-es, 6x4-es, 8x2-es és 8x4-es meghajtással készítették. Exportpiacokra a Fargo vagy a DeSoto márkákkal látták el.
A Chrysler Europe 1977-ben megszűnt, maradványait a Peugeot vette meg. A Dodge spanyol és brit teherautógyárai hamarosan a Renault teherautórészlegéhez kerültek, amely az 1980-as évekig a saját márkájával látta el e típusokat. Idővel azonban a brit gyárak Renault motorokat, míg a spanyolok Renault teherautókat kezdtek el gyártani. A Dodge csak a 2000-es években jutott vissza Nagy-Britanniába, amikor a Dodge Neon (Chrysler Neon néven) megjelent a piacon.
A Dodge a stuttgarti központú DaimlerChrysler egyik divíziója. 2005-re a Dodge nagyrészt az amerikai piacon árult könnyű és sport teherautóiról volt híres. (Az amerikai környezetvédelmi hatóság, az EPA a könnyű teherautókat nem kötelezi ugyanazon szennyezőanyag-kibocsátási és üzemanyag-fogyasztási korlátok betartására, mint a személyautókat, így az Egyesült Államokban e kibúvó miatt a világon máshol nem tapasztalt mértékben népszerűek ezek a járművek, személyautók helyett is használják.) A Dodge 2005-ös bevételéne 78%-a származott a teherautók eladásából. A Dodge ezt az arányt az új Dodge Charger LX és Dodge Challenger bevezetésével kívánja lejjebb szorítani.
A Dodge márkát 2006-ban vezették be újra Európában. Jelenleg a Dodge Viper SRT-10, a Dodge Ram és a Dodge Caliber kapható a Dodge márkanév alatt egyes európai országokban. 2007 közepére tervezik a Dodge Nitro és a Dodge Avenger bevezetését.
A cég neve 1914 és 1927 között Dodge Brothers Motor Vehicle Company volt. A céget 1928-ban felvásárolta a Chrysler Corporation. 1998-ban a Dodge a Chrysler többi leányvállalatával együtt összeolvadt a Daimler-Benzzel. 2007-ben a Chrysler kiszakadt a Daimler-Benz csoportból, így vele együtt a Dodge is.

## Modellek

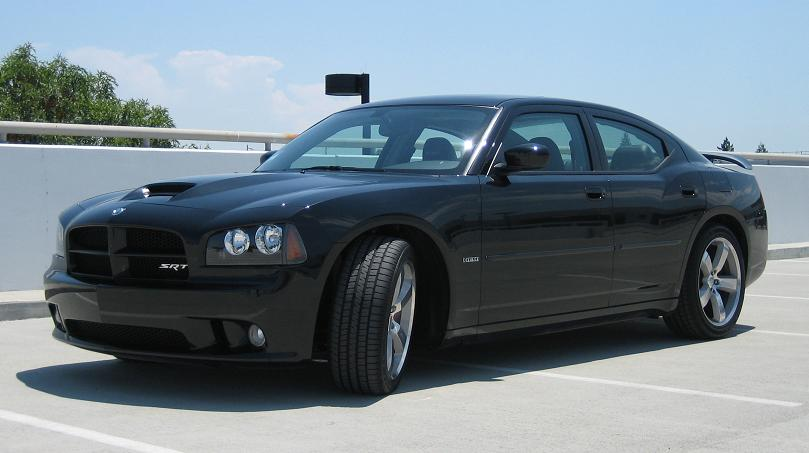
Dodge Charger SRT8

- Dodge Dart
- Dodge Avenger
- Dodge Charger
- Dodge Challenger
- Dodge Journey
- Dodge Caravan
- Dodge Durango
- Dodge Ram
- Dodge Viper
- Dodge Neon
- Dodge Attitude
- Dodge Journey

Motorkerékpár
- Dodge Tomahawk